# Neagu Papură
Neagu Papură (n.  ?) a fost un haiduc din Oltenia.